# Miguel de Molinos
Miguel de Molinos, španski duhovnik in mistik, * 29. junij 1628, Muniesa, Španija, † 28. december 1696, Rim.
Bil je najpomembnejši glasnik mističnega verskega preporoda oz. nauka, znanega kot kvietizem. Kvietizem je prisoten v rimokatoliški teologiji in izpoveduje pasiven odnos do življenja in zbliževanja z Bogom. Mistični nauk se je razvil v Italiji in se razširil tudi v Francijo ter Španijo.

## Življenjepis
V mladosti je odšel v Valencio, kjer se je versko izobraževal pri jezuitih na College of St. Paul. Leta 1652 je bil posvečen v duhovnika, kmalu zatem pa je tudi doktoriral iz teologije. Po duhovniškem posvečenju in doktoratu je imel beneficij (trajna cerkvena služba) v cerkvi Santo Tomas in bil spovednik skupnosti redovnic. Junija 1662 je bil Miguel sprejet v lokalno kapitlje Kristusove šole. Ta verska bratovščina je imela pomembno vlogo v njegovem poznejšem bivanju v Rimu. V zgodnjih letih bivanja v Valencii je opravljal številne vloge v kapitlju, pozneje pa je dobil v njem vodstveno mesto.
Poleti 1663 je bil poslan v Rim kot promotor za beatifikacijo blaženega Francisca Jerónima Simóna, duhovnika župnjie St Andrews v Valencii. O njegovem bivanju v Rimu v obdobju med letoma 1663 in 1675 je znanega bolj malo. Molinos je bil povezan z rimskim kapitljem Kristusove šole, ki ga je kasneje tudi vodil. Prepoznan je postal tudi kot duhovni vodja, s čimer se je pridobil ugled kot utemeljitelj in vodilni zagovornik poučevanja in prakse verskega preporoda, znanega kot kvietizem. V tem času se je dopisoval s princeso Borghese, občudoval je tudi kardianala Benedetta Odescalchija. Bival je v cerkvi Sant'Alfonso, ki je pripadala španskim avguštincem. Jezuiti in dominikanci so ga obtožili neprimernih naukov, zato je inkvizicija dala pregledati njegove knjige. Kljub obtožbam je bil oproščen.
Leta 1675 objavil svoje najbolj znano delo Duhovni vodnik. Delo je takoj postalo senzacija in originalni španski izdaji je kmalu sledil italijanski prevod. Izdajo dela so odobrile cerkvene oblasti in duhovniki različnih redov: trinitarnega, frančiškanskega, karmeličanskega, kapucinskega in jezuitskega. V Duhovnem vodniku je poudarek na neposrednem odnosu z Bogom v stanju popolnoma umirjene duše. Gre za stanje notranje tišine, pobožnem globokem premišljevanju oz. molitvi v tišini in popolni prepušenosti Božji volji. Tak odnos je bil v nasprotju s strogimi astetskim prizadevanji, tudi boju proti svoji človeški zlobni naravi. Še istega leta je z odobritvijo več cerkvenih rodov objavil Kratko razpravo o vsakodnevni evharistiji. V njej je Molinos trdil, da kdor želi prejemati dnevno obhajilo, mu le to ne sme biti onemogočeno, če je le vernik v stanju milosti.
Čeprav je bilo delo Duhovni vodnik deležno cerkvenega odobravanja, so ga jezuiti takoj obsodili, saj je bilo njihovo prepričanje nasprotno Molinosovi čisti pasivnosti. Molinosu je v bran stopilo več pomembnih dostojanstvenikov in ko se je že zdelo, da mu je vendarle uspelo, je pomemben neapeljski nadškof Caracciolo papeža posvaril pred nevarnostmi tega novega reda. Maja 1685 je sveta pisarna Molinosa obtožila in zahtevala njegovo aretacijo. Leta 1686 so ga aretirali in sveti urad je podrobno pregledal njegova spisa z 12.000 pismi. Za obtožbami in aretacijo naj bi stal francoski kardinal D'Estree, francoski veleposlanik v Rimu, ki ga je po navodilih iz Pariza prijavil oblastem. Sodni proces je bil septembra 1687 v dominikanski cerkvi Santa Maria sopra Minerva. Očitali so mu napake njegove doktrine, obtožen pa je bil tudi nemoralnega ravnanja. V navzočnosti množice ljudi ga je Rimskokatoliška cerkev razglasila za dogmatskega heretika in ga obsodila na dosmrtno ječo. Ker naj bi bil znan po svojem zglednem življenju, se zdi, da so obtožbe temeljile na podlagi zlonamerne interpretacije nekaterih odlomkov v njegovih pismih. Molinosa je obsodilo tudi francosko sodišče. V zaporu je moral oblečen v spokorno obleko recitirati Credo in tretjino rožnega venca, štirikrat na leto pa je moral opraviti spoved. Svete zakramente je prejel na smrtni postelji. Umrl je zaprt v gradu Sant'Angelo, 28. decembra 1696.

## Vpliv in razširjanje kvietizma
Katoliška enciklopedija (1913) Miguela de Molinosa omenja kot ustanovitelja kvietizma. Molinosov duhovni nauk kvietizem je po njegovi smrti živel dalje.
Kvietizem se je iz Italije preko manjših, zaprtih in tajnih skupin razširil v Francijo. Ena izmed Molinosovih duhovnih učenk Madame Guyon je razglašala kvietistično duhovnost z izdajo dela Kratek in enostaven način molitve. Na dvoru Ludvika XIV. je na svojo stran pridobila Madame de Maintenon, ki je uživala kraljevo odobravanje. Tako je vplivala na dvorni krog pobožnih rimokatoličanov. Madame Guyon je bila tudi duhovna svetovalka francoskega nadškofa Françoisa Fénelona, tedanjega najpopularnejšega predstavnika misticizma. Ko so cerkvene oblasti v Franciji ugotovile, da je večina njenih del neprimernih, so jo med letoma 1695 in 1703 dale zapreti. Nadškof Fénelone, sicer tudi goreč nasprotnik absolutizma Ludvika XIV., se je postavil v njen bran in pomagal razširiti kvietistično doktrino v Franciji. Od leta 1703 je Madame Guyon živela v Bloisu, kjer je čas preživljala tudi s pisanjem poezije. Skrivoma je ohranjala stik z nadškofom Fénelonejem in njenimi privrženci na francoskem dvoru.
Velik vpliv na širjenje kvietistične ideje je imel tudi Frančišek Saleški. Poudarjal je čisto ljubezen, ki naj bi izhajala iz duhovniške prakse.
Inkvizicija do zagovornikov kvietizma v Italiji je trajala vse do 18. stoletja.

## Dela
Duhovni vodnik, v izvirniku La Guía Espiritual (Rim, 1675)
- Kratka razprava o vsakodnevni evharistiji, v izvirniku Trattato della cotidiana communione (Rim, 1675)
- Pisma razočaranemu španskemu gospodu, v izvirniku Cartas a uncaballero español desengañado (Rim, 1676)

Molinos je leta 1675 izdal priročnik Duhovni vodnik, ki je takoj postal zelo priljubljen. Do leta 1685 je bilo v italiji natisnjenih sedem izdaj, v Španiji pa tri. Delo je bilo kmalu prevedeno v več jezikov: latinščino, francoščino, nizozemščino, angleščino in nemščino.
Kratka razprava o vsakodnevni evharistiji je spis o zaželenosti vsakodnevega obhajila, pripravi na njegovo prejemanje in prednostih vsakodnevne evharistije.
Med ostalimi spisi lahko omenimo še Predanost dobre smrti, v izvirniku La devoción de la buena muerte, ki je bil leta 1662 izdan v Valencii pod psevdonimom Juan Bautista Catalá.